# Spuckschutzhaube
Eine Spuckschutzhaube (englisch spit hood) ist ein Einsatzmittel, das davor schützen soll, durch ausgespuckte Körperflüssigkeiten beleidigt und/oder mit Krankheitskeimen infiziert zu werden. Spuckschutzhauben bestehen in der Regel aus einem haubenförmigen Netzgewebe, das über den Kopf einer freiheitsbeschränkten Person gezogen wird. Sicht und Atmung werden durch das Netzgewebe weniger eingeschränkt als bei Nutzung fester Stoffe. Im Gesichts- bzw. Mundbereich ist die Spuckschutzhaube ggf. verstärkt oder besonders transparent ausgeführt. Den Hauben wird auch eine gewissen Schutzwirkung gegen Bisse zugeschrieben.
Empfehlungen zu Spuckschutzhauben und ähnlichen Einsatzmitteln weisen darauf hin, dass Bedenken bestehen beim Einsatz gegen verletzliche Personen (Kinder, Senioren, Personen mit psychischer Störung) und bei einem „offensiven“ statt eines „defensiven“ Einsatzes. Bedenken bestehen auch, wenn es zu einem unverhältnismäßig häufigeren Einsatz gegen Mitglieder ethnischer Minderheiten kommt. Schwerwiegende Infektionen durch Bespucken sind einer Studie im Vereinigten Königreich nach sehr selten. 

## Einsatz in Deutschland
2008 genehmigte Schleswig-Holstein den polizeilichen Einsatz von Spuckschutzhauben; 2014 wurden sie in Bremen eingeführt. Dort hatte ein Drogenabhängiger, der an Hepatitis C erkrankt war, so um sich gespuckt, dass Uniformen, Gesichter und in einem Fall auch der Mund einer Einsatzkraft getroffen wurden. Die Einführung gilt der Polizeiführung in Bremen als Erfolg. Der Bremer GdP-Vorsitzende Jochen Kopelke wies auf die rückläufige Zahl der Spuckattacken auf Polizisten hin.
In Niedersachsen wurden 2015 zum Schutz gegen „Spuckattacken“ gefesselter Personen statt Spuckschutzhauben Halbmasken eingeführt.
Die Gewerkschaft der Polizei und die Deutsche Polizeigewerkschaft sprechen sich dafür aus, Spuckschutzhauben bundesweit einzusetzen.

## Zollrechtliche Behandlung
Spuckschutzhauben sind in Anhang III der sogenannten Anti-Folter-Verordnung der Europäischen Union (Verordnung 2019/125 des Europäischen Parlaments und des Rates vom 16. Januar 2019, Neufassung der Verordnung (EG) Nr. 1236/2005 des Rates vom 27. Juni 2005) als Güter gelistet, die „außer zum Zwecke der Folter oder anderer grausamer, unmenschlicher und erniedrigender Behandlung oder Strafe auch andere Verwendung finden können“. Die Einfuhr in die Union unterliegt damit keinerlei Beschränkungen, während die Ausfuhr aus der Union grundsätzlich genehmigungspflichtig ist; die Durchfuhr von Spuckschutzhauben ist grundsätzlich genehmigungsfrei möglich, sofern diese in einem externen Versandverfahren gemäß Artikel 266 des Unionszollkodex befördert werden, ist aber stets verboten, wenn bekannt ist, dass Teile der Lieferung dazu bestimmt sind, zu Folter oder zu anderer grausamer, unmenschlicher oder erniedrigender Behandlung oder Strafe in einem Drittland verwendet zu werden.